# Médéric Duval
Médéric Duval (1er mars 1866 à Saint-Calixte, Canada - 2 novembre 1934 à Montréal, Canada) est un homme politique québécois. Il est député pour le Parti libéral dans la circonscription de Montcalm de 1931 à 1934.
Son fils Joseph-Odilon Duval a également été député de Montcalm, de 1939 à 1944.